# Chicago Poodle
Chicago Poodle（シカゴプードル）は、日本のスリーピース・ピアノバンド。関西を拠点に活動している。略称は「シカプー」。

## 略歴
- 2000年
  - 4月 ‐ 同志社大学内で結成。
- 2002年
  - 6月 ‐ ベーシストとして辻本が加入。
- 2003年
  - 10月 ‐ 第1回京都学生祭典「全国学生音楽コンテスト」でグランプリを受賞。
- 2004年
  - 7月 ‐ ミニアルバム「White mini album」でインディーズデビュー。

- 2005年
  - 1月 ‐ 2ndミニアルバム「 New Old Fashioned」をリリース。
  - 7月 ‐ 1stインディーズシングル「夢」をリリース。

- 2006年
  - 1月11日 ‐ フルアルバム「one」をリリース。
  - 4月 -  FM徳島で「シカゴプードル のラヂオ風゜」放送開始。 パーソナリティを務める。
  - 8月 ‐ 杉岡が脱退、現在の3人体制となる。
  - 11月 - コンセプトマキシシングル「 Songs 4 one day EP 」をリリース。オリコンインディーズチャート初登場7位。ぴあCD満足度ランキング8位。

- 2007年
  - 4月 ‐ 「シカゴプードル のラヂオ風゜」 ポッドキャスト「ポットドック風゜」開始。全国的にキャラクターの認知度広まる。
  - 5月 - ミニアルバム「風街序曲」（かぜまちぷれりゅーど）リリース。「風街序曲」全国ツアーで全国18本のライブをおこなう。「流星企画」FM局とのコラボ企画（各地の地名を盛り込む）大盛況。（FM石川・FM富山・FM福井・α Station・FM三重・FM岐阜・FM熊本・FM大分・FM佐賀・FM長崎・FM岡山・CROSS FM・FM徳島）
  - 8月 - シングル「愛燦燦」リリース（4曲入り）「愛燦燦」全国ツアーで全国22本のライブを行う。
  - 9月 - 配信限定バーチャルアルバム「POOTLEG」配信開始。
  - 11月 - アルバム「POOTLEG」リリース。

- 2008年
  - 2月 - 5月 - マンスリーイベントライブ開催。
  - 6月4日 - 2ndアルバム「ピアノロマン」リリース。
  - 6月 - BIG CAT ワンマンライブ開催。
  - 9月 - BIG CAT ワンマンライブ他全国各地でライブ展開。
  - 9月28日 - 12月5日 - Chicago's BAR （京都・渋谷・東京編）開催。

- 2009年
  - 1月25日 - BIG CAT ワンマンライブ開催。
  - 3月18日 ‐ メジャー・デビュー・シンシングル「ODYSSEY」リリース。
  - 4月 -  FM愛媛で「シカゴプードル のラヂオ風゜」放送開始。
  - 7月8日 - 2ndシングル「ナツメロ」、10月7日 - 3rdシングル「さよならベイベー」をリリースし、全国FMパワープレイを26局獲得。デビュー以来、オリコンFMパワープレイ獲得ランキングで3作連続TOP3となる。

- 2011年
  - 10月 -  FM岡山で「シカゴプードル のラヂオ風゜」放送開始。

- 2013年
  - タナカのメガネ創業100周年イメージCMソングとして「タカラモノ」が 放送地域で流れる。
  - 8月10日 - 12月7日 - 6th シングル「君の笑顔がなによりも好きだった」が『名探偵コナン』のエンディング曲となる（第705-721話）。
  - 8月18日 - 31日 - 渋谷センター街ボードにChicago Poodleが登場。2週間「タカラモノ/君の笑顔がなによりも好きだった」がBGMとして1時間に1回、渋谷センター街で流れる。

- 2014年
  - 8月27日 - TBS 「世界衝撃映像100連発」にて、Chicago Poodle「タカラモノ」の Music Videoが紹介される。

- 2015年
  - 2月 - 伊予銀行イメージCMソングとして「 Made in Smile」が放送地域で流れる。
  - 10月14日 - 四国限定発売シングル「Made in Smile」リリース。

- 2017年
  - 4月 - 伊予銀行イメージCMソングとして「ツナグモノ」が放送地域で流れる。

- 2019年
  - 3月,8月,11月 ‐ 「音都 ON TO」（3月31日 ‐ vol.4 / 8月25日 - vol.5 / 11月17日 - vol.6）に出演。Chicago Poodleのブースでは 「ONE DAY ONE MUSIC」企画として、 この日のためだけに制作された 来場限定楽曲の無料ダウンロードステッカーが配布された。
  - 7月 - TBS系【ひるおび】 にて「Chicago Poodle 10th Anniversary Best」 アルバム収録曲の『決意』が 7月度エンディングテーマ曲として流れる。
  - 8月18日 - 2020年1月18日 - メジャーデビュー10周年を記念して「Chicago Poodle 10th Anniversary Tour」を13カ所で13公演開催。来場特典として、各開催地域を因んで制作されたツアー限定CD 「home〜各開催地域編〜（13枚） 」が各開催会場にて参加者へ無料配布された。

- 2021年
  - 3月8日に行われた「名探偵コナン」放送1000回記念プロジェクト「The Best of OPED」の投票において『君の笑顔がなによりも好きだった』が8位を獲得。

- 2022年
  - 3月18日 - インディーズ期を含む全楽曲の、サブスクリプションサービスでの配信開始。

- 2023年
  - 8月31日 - インディーズ時代より19年間に渡り所属してきた 、株式会社ギザアーティストとの専属マネージメント契約の終了。
  - 9月1日 - 新体制での音楽活動継続、新設ホームページへ移行。
- 2024年
  - 9月9日 - 3曲入りEP盤「日月星（じつげつせい）」リリース。

- 2025年
  - 6月4日 - フルアルバム「再旅（ふたたび）」リリース。

## メンバー
花沢耕太（はなざわ こうた）
- 1980年9月29日（44歳） -
- 大阪府出身。
- 同志社大学経済学部卒。
- ヴォーカル、キーボード、全楽曲の作曲を担当。
- ニックネームは「花ちゃん」「花沢くん」。

山口教仁（やまぐち のりひと）
- 1980年4月17日（45歳） -
- 京都府出身。
- 同志社大学大学院法学研究科修了。
- ドラムと作詞を担当。
- ニックネームは「教（のり）ちゃん」「山口くん」。

辻本健司（つじもと けんじ）
- 1981年3月23日（44歳） -
- 京都府出身。
- 同志社大学商学部卒。
- ベースと作詞を担当。
- ニックネームは「マルちゃん」「マルジ」。

## 元メンバー
杉岡秀則（すぎおか ひでのり）
- 1980年6月17日（45歳） -
- 本名は、杉岡秀紀。
- 奈良県出身。
- 同志社大学大学院総合政策科学研究科博士前期課程修了。
- ギターと作詞を担当していた。
- 2006年8月12日にhillsパン工場で行われたライブを最後に脱退し、音楽界から引退。その後、2011年12月17日に堂島リバーフォーラムで行われたライブにサプライズ出演。
- 2013年には舞鶴市の市制70周年を記念して作られたイメージソング『My hometown 舞鶴-このタカラモノを未来へ-』の作詞を担当している。
- 現在は福知山公立大学の准教授として教鞭を執る。

原田直弥
- キーボードと作詞を担当していた。
- 2002年1月頃まで在籍。
- 在籍時に作詞した「Suddenly」はアルバム「one」に収録されている。

## ディスコグラフィー

### シングル
|                  | 発売日         | タイトル                                                                         | 週間最高位 |
| ---------------- | -------------- | -------------------------------------------------------------------------------- | ---------- |
| インディーズ     |                |                                                                                  |            |
| 1st              | 2005年7月13日  | 夢                                                                               |            |
| 2nd              | 2006年11月8日  | Songs 4 one day EP 「Hello」 … FM鹿児島「W-ing Up」2008年6月度エンディングテーマ | 153位      |
| 3rd              | 2007年8月22日  | 愛燦燦                                                                           | 173位      |
| メジャー         |                |                                                                                  |            |
| 1st              | 2009年3月18日  | ODYSSEY                                                                          | 58位       |
| 2nd              | 2009年7月8日   | ナツメロ                                                                         | 71位       |
| 3rd              | 2009年10月7日  | さよならベイベー ※1                                                              | 68位       |
| 4th              | 2010年5月12日  | Fly 〜風が吹き抜けていく〜                                                       | 75位       |
| 5th              | 2011年3月9日   | 桜色                                                                             | 46位       |
| 会場限定         | 2011年12月17日 | one fes CHRISTMAS 2011 SPECIAL CD                                                |            |
| 6th              | 2013年8月28日  | タカラモノ/君の笑顔がなによりも好きだった                                        | 35位       |
| 7th              | 2014年2月5日   | シナリオのないライフ                                                             | 62位       |
| 四国限定         | 2015年10月14日 | Made in Smile                                                                    |            |
| 8th              | 2024年9月9日   | 日月星                                                                           |            |
| デジタルシングル |                |                                                                                  |            |
| 1st              | 2010年2月14日  | 愛と呼べる言葉（もの）                                                           |            |
| 2nd              | 2010年8月11日  | Is This LOVE?                                                                    |            |
| 3rd              | 2012年10月3日  | ありふれた今日の特別な場面                                                       |            |
| 4th              | 2012年11月28日 | 1225 〜君がいたクリスマス〜 (2012 Remix)                                         |            |
| 5th              | 2013年12月11日 | with/空遠く                                                                      |            |
| 6th              | 2018年11月11日 | Wonderful Days                                                                   |            |
| ７th             | 2024年7月7日   | 星羅                                                                             |            |

- ※1 さよならベイベージャケットロケ地

### アルバム
|              | 発売日         | タイトル              | 週間最高位 |
| ------------ | -------------- | --------------------- | ---------- |
| インディーズ |                |                       |            |
| 1st          | 2006年1月11日  | one                   |            |
| 2nd          | 2008年6月4日   | ピアノロマン          | 207位      |
| メジャー     |                |                       |            |
| 1st          | 2009年11月11日 | 僕旅                  | 41位       |
| 2nd          | 2010年10月6日  | GTBT                  | 54位       |
| Best         | 2011年11月30日 | HISTORY I             | 58位       |
| 3rd          | 2013年4月24日  | 3.0                   | 73位       |
| 4th          | 2014年9月24日  | Life is Beautiful     | 81位       |
| 5th          | 2017年8月16日  | 袖振り合うも多生の縁  | 55位       |
| Best         | 2019年7月24日  | 10th Anniversary Best |            |
| 6th          | 2025年6月4日   | 再旅                  |            |

### その他のアルバム
|                        | 発売日         | タイトル                                                                                      |
| ---------------------- | -------------- | --------------------------------------------------------------------------------------------- |
| ミニ・アルバム         |                |                                                                                               |
| 1st                    | 2004年7月7日   | White mini album                                                                              |
| 2nd                    | 2005年1月26日  | NEW OLD FASHIONED                                                                             |
| 3rd                    | 2007年5月2日   | 風街序曲 ※2 「ネオン」 … 北陸放送「山蓄独断ベストヒット」2007年5月度スーパーエンディング      |
| TSUTAYA限定レンタル    |                |                                                                                               |
| 1st                    | 2009年9月26日  | シカゴプードルちょい聴きCD                                                                    |
| コンセプトアルバム     |                |                                                                                               |
| 1st                    | 2007年11月7日  | POOTLEG                                                                                       |
| オムニバス参加アルバム |                |                                                                                               |
| 1st                    | 2004年4月10日  | NEO GENERATION vol.1(2.Love & free peace forever)                                             |
| 2nd                    | 2010年12月1日  | Christmas Non-Stop Carol(14.SANTA CLAUS IS COMIN' TO TOWN(サンタが街にやってくる))            |
| 3rd                    | 2014年10月22日 | THE BEST OF DETECTIVE CONAN 5 〜名探偵コナン テーマ曲集5〜(10.君の笑顔がなによりも好きだった) |

### その他の音源
- デビュー前
  - 1-6はすべて自主制作CDであり現在は入手困難であるが、デビュー後のアルバムに収録されている楽曲も数多く存在する。

1. Baby my Jenny (2001年3月)
2. Suddenly (2001年9月)
3. ワタシ流イマジン(1.Love & free peace foreverに参加) (2002年2月)
4. シケモク (2002年3月)
5. ワタシ流イマジン第二弾(3. Holy motherに参加) (2002年11月)
6. CHICAGO BULLDOG (2003年8月)
7. 同志社大学カレッジソング（バンド演奏として参加）(2008年)

- デビュー後
  - 『My hometown 舞鶴-このタカラモノを未来へ-』(2013年)
    - 舞鶴市の市制70周年を記念して作られたイメージソング。舞鶴市のホームページからダウンロードが可能である。舞鶴市HP
- ※2 風街序曲のジャケットロケ地

## ミュージックビデオ
| 監督               | 曲名 |
| 山城秀之、田村研作 | 「Fly 〜風が吹き抜けていく〜」                                                                                            |
| 福田泰崇           | 「さよならベイベー」 |
| 望月和磨           | 「タカラモノ（Wedding篇）」「タカラモノ（家族愛 篇）」「君の笑顔がなによりも好きだった」                                  |
| 不明               | 「Hello」「Is This LOVE?」「ODYSSEY」「シナリオのないライフ」「ナツメロ」「愛燦燦」「桜色」「泣いたらええ」「答エアワセ」 |

## タイアップ
| 曲名                                | タイアップ                                                                             |
| ----------------------------------- | -------------------------------------------------------------------------------------- |
| ODYSSEY                             | テレビ東京系「JAPAN COUNTDOWN」エンディングテーマ（2009年）                            |
| ナツメロ                            | 日本テレビ系「音楽戦士 MUSIC FIGHTER」（2009年６/26～７/17）                           |
| さよならベイベー                    | 読売テレビ「ガチカメ⑦」エンディングテーマ（2009年）                                    |
| 旅人                                | テレビ東京系「ゴルフの真髄」エンディングテーマ                                         |
| Fly～風が吹き抜けていく～           | CSスカイ・A「猛虎キャンプリポート2010」テーマソング                                    |
| キズナ                              | ABC朝日放送「家族レッスン」テーマソング                                                |
| Is This LOVE?                       | 読売テレビ・日本テレビ系「秘密のケンミンSHOW」エンディングテーマ（2010年）             |
| 桜色                                | ABCテレビ「家族レッスン」テーマソング（2011年）                                        |
| 桜色                                | テレビ金沢「となりのテレ金ちゃん」エンディングテーマ（2011年）                         |
| 桜色                                | 読売テレビ「キューン!」エンディングテーマ（2011年）                                    |
| GET UP!～不屈のファイティングマン～ | CS・スカイA「猛烈キャンプリポート2011」テーマソング                                    |
| 太陽は知っている                    | テレビ金沢「となりのテレ金ちゃん」「花のテレ金ちゃん」エンディングテーマ（2011年12月） |
| 煌ランナー                          | 「伊予銀行」CMイメージソング（2013年）                                                 |
| ありふれた今日の特別な場面          | 第10回「京都学生祭典」記念楽曲                                                         |
| タカラモノ                          | 「メガネのタナカ」創業100周年イメージソング                                            |
| 君の笑顔がなによりも好きだった      | 読売テレビ「名探偵コナン」エンディングテーマ（2013年）                                 |
| 空遠く                              | Short Movie Crash 「柩」挿入曲（2013年）                                               |
| with                                | Short Movie Crash 「柩」挿入曲（2013年）                                               |
| シナリオのないライフ                | TBS系テレビ「ひるおび」エンディングテーマ（2014年2月度）                               |
| シナリオのないライフ                | テレビ金沢「花のテレ金ちゃん」エンディングテーマ（2014年2月度）                        |
| シナリオのないライフ                | 2014年全日本声優コンテスト「声優魂」鳥取大会テーマソング                               |
| Endless Journey                     | 「メガネのタナカ neo classic 101シリーズ NEXT FEEL」ＣＭソング                         |
| 夢色キャンバス                      | 「伊予銀行」2014年 企業TVCM                                                            |
| Made in Smile                       | 「伊予銀行」2015年 CMイメージソング                                                    |
| ツナグモノ                          | 「伊予銀行」2017年 CMイメージソング                                                    |
| ふたりひとつ                        | 「クイックPON」CMイメージソング                                                        |
| 平安の都 京都                       | 「琳派ロック vol.2」テーマソング                                                       |
| 決意                                | TBS系テレビ「ひるおび」エンディングテーマ（2019年7月度）                               |
| good morning Wonder                 | 「株式会社セノオ」イメージソング                                                       |
| フルスイング                        | エフナン南海放送ラジオ・高校野球特別番組【甲子園めざして】BGM（2025年6/27〜7/10）      |

## ライブ
ワンマンライブ・主催イベント
| 年          | 日程                | 公演名 | 会場 |
| ----------- | ------------------- | --- | --- |
| 2009        | 5月3日              | 「暴犬物語～東京編～」 | 渋谷O‐Crest |
| 2009        | 6月6日              | 「気まぐれ風゜ミーティングvol.1 〜ナツメロだ!集まろう!〜」                                                                            | 心斎橋hillsパン工場 |
| 2009        | 7月5日              | 「暴犬物語〜エピソード・ゼロ」 | 大阪BIG CAT |
| 2009        | 7月25日             | 「FM OSAKA meets Chicago Poodle スペシャル招待ライブ」                                                                                | 梅田Shangri-Lａ |
| 2009        | 9月12日             | 「風゜ミーティングvol.2」 | 心斎橋hillsパン工場 |
| 2009        | 10月17日            | 「LIVE ODYSSEY 暴犬物語 SCENE214〜」                                                                                                  | なんばHatch |
| 2009 - 2010 | 11月28日 ‐ 2月11日  | Chicago Poodle 1st Album「僕旅」 Release TOUR 『LIVE ODYSSEY ‘09-’10 〜そして僕らは旅にでる〜』                                       | ＝＝ 全国11カ所・12公演 ＝＝ - 11月28日- 京都 / KYOTO MUSE - 11月29日 - 石川 / 金沢AZ - 12月4日 - 広島 / ナミキジャンクション - 12月5日 - 徳島 / 徳島シビックセンター - 12月12日 - 岡山/CRAZYMAMAKINGDAM - 12月18日 -北海道/ 札幌KRAPS HALL - 12月26日-愛知/名古屋CLUB QUATTRO - 1月16日 - 東京 / DAIKANYAMA UNIT - 1月30日 - 宮城 / 仙台MACANA - 2月6日 - 福岡 / DRUM SON - 2月10日 - 2月11日 - 大阪 / BIG CAT |
| 2010        | 5月15日 ‐ 5月16日   | 「シカゴプードル ファン感謝祭 〜春の90分Special〜」（2days）                                                                          | 心斎橋JANUS |
| 2010        | 8月21日 ‐ 9月20日   | 「イスデスライブ?3人旅」 | ＝＝ 全国3ヶ所・3公演 ＝＝ - 8月21日 - 広島編 / Apple Jam - 9月18日 - 仙台編 / retro back page - 9月20日 - 東京編 / 渋谷7th floor |
| 2010        | 11月11日 ‐ 12月25日 | Chicago Poodle 2nd Album 「GTBT」Release TOUR 『Tour 2010 "Good times & Bad times"』                                                  | ＝＝ 全国10ヵ所･10公演 ＝＝ - 11月11日 - 京都 / KYOTO MUSE - 11月12日 - 石川 / 金沢パフォーミングエリア - 11月23日 - 北海道/ 札幌KRAPS HALL - 11月26日 - 東京 / 渋谷CLUB QUATTRO - 11月28日- 愛知/名古屋CLUB QUATTRO - 12月4日 - 徳島 / 徳島シビックセンター - 12月5日 - 愛媛 / 松山サロンキティ - 12月11日 - 福岡 / DRUM Be-1 - 12月19日 岡山/CRAZYMAMAKINGDAM - 12月25日 - 大阪 / なんばHatch |
| 2011        | 5月5日              | Chicago Poodle主催 チャリティーLIVE「Sing Sing Sing」 SANISAI × スムルース × Chicago Poodle                                           | 心斎橋hillsパン工場 |
| 2011        | 7月9日              | 「犬(one)フェス 2011 in OSAKA 〜僕らをつなぐもの〜」                                                                                  | 森ノ宮ピロティホール |
| 2011        | 8月20日             | Chicago Poodle主催 チャリティーLIVE「Sing Sing Sing vol.2」 Unlimited tone × Chicago Poodle                                           | 心斎橋hillsパン工場 |
| 2011        | 12月17日            | 「犬(one)フェス X'mas 2011 〜僕らが向かう場所〜」                                                                                     | 堂島リバーフォーラム |
| 2012        | 1月21日             | Chicago Poodle主催 チャリティーLIVE「Sing Sing Sing vol.3」 DECAPELLA JAPAN × Chicago Poodle                                          | 心斎橋hillsパン工場 |
| 2012        | 3月17日 ‐ 3月30日   | 東名阪「TOUR 2012 SPRING 〜 三都物語〜」                                                                                              | ＝＝ 全国3ヶ所･3公演 ＝＝ - 3月17日 - 東京 / 原宿アストロホール - 3月24日 - 愛知 / 名古屋ell.FITS ALL - 3月30日 - 大阪 / なんば Hatch |
| 2012        | 6月3日              | 徳島市シビックセンターリニューアル記念 「SOUND DRIVE No.10940」                                                                       | 徳島シビックセンター |
| 2012        | 10月14日            | FM岡山「シカゴプードル のラヂオ風゜」 放送1周年記念〜ゆっくり、まったり、じっくり、たっぷり アコースティックな夜〜」                  | 岡山MO:GLA |
| 2012 - 2013 | 12月16日 ‐ 2月23日  | 「Winter LIVE 三本勝負!!! 〜あなたの心あたためます〜」                                                                                | ＝＝ 全国3ヶ所･3公演×2stage ＝＝ - 12月16日 - 京都 / ROOTER×2 - 1月19日 - 大阪 / hillsパン工場 - 2月23日 - 神戸 / CASHBOX |
| 2013        | 3月18日             | 「4周年 ダブルアニバーサリーヒルズプードル」                                                                                          | 心斎橋hillsパン工場 |
| 2013        | 5月5日 ‐ 6月23日    | Chicago Poodle 3rd Album 「3.0」Release TOUR 『3.1 』（さん てん いち）                                                               | ＝＝ 全国10ヶ所･10公演 ＝＝ - 5月5日 - 愛知 / 名古屋CLUB QUATTRO - 5月11日 - 石川 / 金沢AZ - 5月19日 - 広島 / ナミキジャンクション - 5月24日 - 岡山 / MO:GLA - 6月1日 - 大阪 / 梅田Shangri-La - 6月2日 - 兵庫 / 神戸VARIT - 6月9日 - 東京 / 原宿アストロホール - 6月14日 - 徳島 / 徳島シビックセンター - 6月16日 - 福岡 / ROOMS - 6月23日 - 京都 / KYOTO MUSE |
| 2013        | 8月4日              | 「Billboard Live OSAKA LIVE」 | Billboard Live OSAKA |
| 2013        | 8月13日             | 「カップル限定 スペシャルLIVE」 | THE LANDMARK SQUARE TOKYO |
| 2013        | 12月1日             | 舞鶴赤れんがイルミネーションアート 2013'開催記念「シカゴプードルアーリークリスマスライブ」                                            | 舞鶴赤れんがパーク |
| 2013 - 2014 | 12月14日 ‐ 1月16日  | アコースティックワンマンツアー「3DOG NIGHT -Joy to the poodle-」                                                                      | ＝＝ 全国5ヶ所･5公演×2stage ＝＝ - 12月14日 - 愛媛 / 松山サロンキティ - 12月18日 - 大阪 / hillsパン工場 - 12月20日 - 京都 / ROOTER×2 - 1月11日 - 神戸 / CASHBOX - 1月16日 - 東京 / 渋谷7th floor |
| 2014        | 2月22日             | 「犬(one)フェス 2014 in OSAKA〜3 PEACE NIGHT〜」                                                                                      | 森ノ宮ピロティホール |
| 2014        | 3月19日             | メルマガ会員限定イベント 「桃栗3年シカプー5年 春だニコニコ座談会！」                                                                  | 心斎橋hillsパン工場 |
| 2014        | 4月18日 ‐ 6月12日   | Chicago Poodle 7th Single 「シナリオのないライフ」Release 5th Anniversary TOUR 『シナリオのないライブ』                               | ＝＝ 全国12ヶ所･13公演 ＝＝ - 4月18日 - 石川 / 金沢AZ - 4月19日 - 新潟/GOLDENPIGS REDSTAGE - 4月26日 - 徳島 / 徳島シビックセンター - 4月27日 - 愛媛 / 松山キティホール - 4月29日 - 福岡 / ROOMS - 5月5日 - 宮城 / enn 2nd - 5月6日 - 東京 / 原宿アストロホール - 5月17日 - 北海道/ 札幌BESSIE HALL - 5月25日 - 愛知 / 池下CLUB UPSET - 6月7日 - 広島 / ナミキジャンクション - 6月8日 - 岡山 / MO:GLA - 6月12日 - 6月13日 - 大阪 / BIG CAT |
| 2014        | 9月27日             | 「Life is Wonderful ～一夜限りのスペシャルライブ〜」                                                                                  | 徳島あわぎんホール |
| 2014        | 10月18日            | 赤れんがフェスタ in 舞鶴 2014'開催記念 「Chicago Poodle プレミアムライブ」                                                            | 舞鶴赤れんがパーク |
| 2014        | 11月1日             | 「犬(one)フェス 2014 in OSAKA〜400年に一度の奇跡〜」                                                                                  | 大坂の陣400年特設会場西の丸ドーム |
| 2014 ‐ 2015 | 11月23日 ‐ 1月17日  | Chicago Poodle 4th Album 「Life is Beautiful」Release TOUR 『Life is Beautiful』                                                      | ＝＝ 全国7ヶ所･7公演 ＝＝ - 11月23日 - 北海道/ 札幌BESSIE HALL - 11月29日 - 石川 / 金沢AZ - 12月13日 - 広島 / ナミキジャンクション - 12月20日 - 福岡 / ROOMS - 12月23日 - 愛媛 / 松山サロンキティ - 1月10日 - 愛知 / 名古屋ell.FITS ALL - 1月17日 - 東京 / 原宿アストロホール |
| 2015        | 2月7日              | バレンタイン特別企画「Love is Beautiful」 （2stage）                                                                                  | 神戸CASHBOX |
| 2015        | 3月7日              | 「 Life is Heartful〜5 to 6〜京都劇場ホールワンマンLIVE」                                                                             | 京都劇場ホール |
| 2015        | 3月19日             | メルマガ会員限定イベント「〜これからもよろ6（シックス）～」                                                                           | 心斎橋hillsパン工場 |
| 2015        | 4月26日             | 「Motion Blue Yokohama Live」 | Motion Blue Yokohama |
| 2015        | 9月5日              | Chicago Poodle 特別企画「〜 夏の終わりのSPECIAL LIVE〜」                                                                              | 神戸CASHBOX |
| 2015        | 12月23日            | Chicago Poodle presents「年の終わりの SPECIAL LIVE〜ありがとう2015ドキドキの忘年会〜」                                                | 京都ROOTER×2 |
| 2016        | 1月10日             | Chicago Poodle presents「年の初めのSPECIAL LIVE〜ようこそ2016 ワクワクの新年会〜」                                                    | 神戸CASHBOX |
| 2016        | 3月6日              | 「Motion Blue Yokohama Live」 | Motion Blue Yokohama |
| 2016        | 6月18日 ‐ 7月8日    | 「Chicago's Bar 2016」 | ＝＝ 全国3ヶ所･3公演 ＝＝ - 6月18日 - 愛知 / 名古屋RAD SEVEN - 6月25日 - 東京 / 渋谷7th floor - 7月8日 - 大阪 / THE LIVEHOUSE soma |
| 2016        | 10月2日 ‐ 11月23日  | 「Chicago's Bar 2016 Autumn」 | ＝＝ 全国5ヶ所･5公演 ＝＝ - 10月2日 - 徳島 / 徳島 ｸﾞﾗﾝﾋﾞｨﾘｵﾎﾃﾙ - 10月15日 - 愛媛 / 新居浜JEAN DORE - 10月28日- 京都 / KYOTO MUSE - 11月12日 - 岡山 / MO:GLA - 11月23日 - 東京 /六本木Super Deluxe |
| 2017        | 2月4日              | 「一歌専心」 | 心斎橋hillsパン工場 |
| 2017        | 3月8日              | Chicago Poodle presents「CON∞NECT A LIVE vol.1」                                                                                      | 心斎橋JANUS |
| 2017        | 3月19日             | Cashbox→Next「Chicago Poodle」 | 神戸CASHBOX |
| 2017        | 4月2日              | Chicago Poodle メルマガ会員限定イベント 「〜Thank to 風゜!!〜」                                                                       | 心斎橋hillsパン工場 |
| 2017        | 5月25日             | Chicago Poodle presents「CON∞NECT A LIVE vol.2」                                                                                      | 心斎橋JANUS |
| 2017        | 6月11日             | Chicago Poodle presents「CON∞NECT A LIVE vol.2.5」                                                                                    | 渋谷7th floor |
| 2017        | 7月5日              | Chicago Poodle presents「CON∞NECT A LIVE vol.3」                                                                                      | 心斎橋JANUS |
| 2017        | 7月30日             | FM徳島25周年「風゜のサマーミーティング vol.1」                                                                                        | 徳島シビックセンター |
| 2017        | 9月30日 ‐ 10月29日  | Chicago Poodle 5th Album｢袖振り合うも多生の縁｣ Release TOUR 『尾を振り合うも多生の縁』                                                | ＝＝ 全国6ヶ所･6公演 ＝＝ - 9月30日 - 愛知 / 名古屋ell.FITS ALL - 10月7日 - 京都 / KYOTO MUSE - 10月15日 - 東京 / 原宿アストロホール - 10月22日 - 岡山 / MO:GLA - 10月28日 - 愛媛 / 松山キティホール - 10月29日 - 徳島 / club GRINDHOUSE |
| 2017        | 12月2日             | 「犬(one)フェス 2017〜I & 喜縁〜」 | 森ノ宮ピロティホール |
| 2017        | 12月15日            | Chicago Poodle presents「CON∞NECT A LIVE FINAL」”RE:CON∞NECT 一夜限りのクリスマスナイト″ (9/17振替公演)                               | 心斎橋JANUS |
| 2018        | 2月3日              | CASHBOX presents「wacci×ChicagoPoodle Special 2manLive」                                                                              | 神戸CASHBOX |
| 2018        | 3月17日 ‐ 4月14日   | 「 9 to 10 acoustic tour「 9 to 10 acoustic tour 2018 -Spring-」                                                                      | ＝＝ 全国6ヶ所6公演×2stage ＝＝ - 3月17日 - 兵庫 / 神戸CASHBOX - 3月21日 - 石川 / 金沢NOEL fusion - 4月1日 - 東京 / 中目黒トライ - 4月7日 - 徳島 / P-Paradise - 4月8日 - 岡山 /城下公会堂 - 4月14日 - 愛媛 / 松山MONK |
| 2018        | 6月30日             | 9 to 10 Special Live 大阪編 かりゆし58 × Chicago Poodle                                                                               | なんばHatch |
| 2018        | 8月18日             | 9 to 10 Special Live 京都編 「フラット犬」ふらっと♭× Chicago Poodle                                                                   | 京都MOJO |
| 2018        | 9月9日 - 11月24日   | 「9 to 10 acoustic tour 2018 -Autumn-」                                                                                               | ＝＝ 全国11ヶ所11公演×2stage ＝＝ - 9月9日 - 宮城 /仙台Tommy's Bar&Live! - 9月17日 - 岡山 / MO:GLA - 9月22日 - 広島 / 音楽喫茶ヲルガン座 - 9月29日 - 徳島 / P-Paradise - 10月6日 - 愛知/名古屋Music Bar Peach - 10月7日 - 東京 / 四谷天窓 - 10月13日 - 兵庫 / 神戸CASHBOX - 10月20日 - 石川 / 金沢NOEL fusion - 10月28日 - 札幌 / musica hall cafe - 11月3日 - 京都 / ROOTER×2 - 11月24日 - 愛媛/松山MONK （9月30日振替公演） |
| 2018        | 11月26日            | 「風゜の サンセットミーティング vol.2」 「飆の命名記念祭!」 （7/29 サマーミーティング vol.2 振替公演）                                | 徳島 グランヴィリオホテル |
| 2018        | 12月1日             | 9 to 10 Special Live「Chicago Poodle × ISEKI 〜Christmas Edition〜」                                                                  | 神戸CASHEBOX |
| 2019        | 1月11日             | 「2019ライブ初め」 | 心斎橋hillsパン工場 |
| 2019        | 3月17日             | 「10th Anniversary LIVE」 | Motion Blue Yokohama |
| 2019        | 3月24日             | 「10th Anniversary LIVE」 | Billboard Live OSAKA |
| 2019        | 4月27日             | Chicago Poodle LIVE | 倉敷 Cookie Jar |
| 2019        | 7月28日             | 「風゜の サマーミーティングvol.3」 | 徳島 グランヴィリオホテル |
| 2019 - 2020 | 8月18日 - 1月18日   | Chicago Poodle 2nd Best Album 「10th Anniversary Best」Release Chicago Poodle LIVE Tour 2019 『Chicago Poodle 10th Anniversary Tour』 | ＝＝ 全国13ヶ所･13公演 ＝＝ - 8月18日 - 滋賀 / B-FLAT - 8月24日 - 広島 / SUMATRA TIGER - 8月30日 - 奈良 / NEVER LAND - 9月1日 - 岡山 / MO:GLA - 9月8日 - 宮城 / STARDUST店 - 9月14日 - 愛媛 / 松山サロンキティ - 9月21日 - 京都 / MOJO 京都MOJO20周年!!×ChicagoPoodle10周年!! - 9月23日 - 徳島 / club GRINDHOUSE店 - 9月29日 - 石川 / もっきりや - 10月5日 - 北海道 / 札幌UNIONFIELD - 10月20日 - 大阪 / ﾋﾞｼﾞﾈｽﾊﾟｰｸ円形ﾎｰﾙ - 11月29日 - 東京 / 下北沢GARDEN （10月13日振替公演） - 2020年1月18日 - 愛知 / LIVE&BAR SPACETIGHTROPE（2019年10月12日振替公演） |
| 2019        | 12月29日            | Chicago Poodle 企画「紅白犬合戦」 | 心斎橋hillsパン工場 |
| 2020        | 1月25日             | 「フラット犬vol.2」ふらっと♭× Chicago Poodle                                                                                          | 頂妙寺 |
| 2020        | 10月30日            | 配信LIVE「Chicago Poodle配信生トーク & ライブ」                                                                                       | 神戸CASHBOX |
| 2020        | 12月22日            | 「Chicago Poodle クリスマス配信ライブ 2020」                                                                                          | 心斎橋hillsパン工場 |
| 2021        | 3月14日             | 「風゜のウィンターミーティング vol.4 ちょっと離れて1.1.11（ワンのワンワンワン）配信でごめんなさい」                                   | 心斎橋hillsパン工場 |
| 2021        | 7月2日 - 7月5日     | Chicago Poodle「制作ドキュメンタリー & ライブフィルム」3日間限定、オンデマンド配信ライブ                                              | 心斎橋hillsパン工場 |
| 2021        | 12月10日            | Chicago Poodle 有観客ライブ2021 追加公演                                                                                              | 心斎橋hillsパン工場 |
| 2021        | 12月11日            | Chicago Poodle 有観客ライブ2021 開催                                                                                                  | 心斎橋hillsパン工場 |
| 2022        | 4月9日 - 4月12日    | Chicago Poodle 2021 ライブフィルム ZAIKO配信（2021年12月11日 開催「Chicago Poodle 有観客ライブ2021」ライブ映像）                      | 心斎橋hillsパン工場 |
| 2022        | 10月12日            | YouTubeチャンネル登録者数1000人突破記念！インスタライブ配信                                                                           | Instagram（Ba. 辻本 健司） |
| 2022        | 11月11日            | Chicago Poodle ファン感謝祭 ワンワンワンワン                                                                                          | 京都MOJO |
| 2022        | 11月12日            | YouTubeチャンネル登録者数1111人突破記念!インスタライブ配信                                                                            | Instagram（Ba. 辻本 健司） |
| 2022        | 12月11日            | Chicago Poodle mM LIVE ～マイナーメジャースペシャル～「 Am& C 」                                                                      | 心斎橋hillsパン工場 |
| 2023        | 2月14日             | Chicago Poodle バレンタイン SPECIAL（配信LIVE）                                                                                       | someno kyoto |
| 2023        | 3月4日日 - 3月19日  | Chicago Poodle spring tour 2023 ラジオ風゜スペシャル徳島公演「風゜フェス」                                                            | ＝＝ 全国3ヶ所･3公演 ＝＝ - 3月4日 - 愛媛 / Monk 松山 - 3月11日 - 岡山 / MO:GLA - 3月19日 - 徳島 / 徳島シビックセンター |
| 2023        | 4月12日             | 5.13 Mライブ第2弾&4.26配信ライブ告知!インスタライブ配信                                                                               | Instagram（Ba. 辻本 健司） |
| 2023        | 4月26日             | Chicago Poodle 『side Y 』配信LIVE | someno kyoto |
| 2023        | 5月13日             | Chicago Poodle mM LIVE Part2「Dm&F」                                                                                                  | 神戸煉瓦倉庫 K-wave |
| 2023        | 6月21日             | 犬酒場追加公演・配信ライブ・ツアーライブ告知!インスタライブ配信                                                                       | Instagram（Ba. 辻本 健司） |
| 2023        | 7月8日              | 「Chicago's Bar TOKYO」 | 中目黒トライ |
| 2023        | 7月19日             | シカゴプードル presents「シンガーさんいらっしゃい!」（配信LIVE）                                                                      | someno kyoto |

| 年          | 日程              | 公演名                                                       | 会場 |
| ----------- | ----------------- | ------------------------------------------------------------ | --- |
| 2023        | 9月2日            | 「Chicago's Bar OSAKA 」                                     | 京橋 BERONICA |
| 2023        | 9月29日           | シカゴプードル 『side H 』有観客＆配信LIVE                   | 神戸 CASHBOX |
| 2023        | 11月1日           | ツアー情報・インスタライブ配信                               | Instagram（Ba. 辻本 健司） |
| 2023        | 10月21日 - 2月3日 | TOUR 2023-2024 「my song is your song」                      | ＝＝ 全国8ヶ所･8公演 ＝＝ - 10月21日 - 徳島 / club GRINDHOUSE - 11月５日 - 札幌 / SOUND CLUE - 11月11日 - 京都 / someno kyoto - 12月2日 - 兵庫 / 神戸煉瓦倉庫 K-wave - 12月16日 - 愛媛 / 松山 MONK - 1月13日 - 岡山 / 倉敷 Cookie Jar - 1月27日- 東京 / 渋谷 LOFT HEAVEN - 2月3日 - 大阪 / 心斎橋JANUS |
| 2023 - 2024 | 10月21日 - 2月3日 | TOUR 2023-2024 「my song is your song」                      | ＝＝ 全国8ヶ所･8公演 ＝＝ - 10月21日 - 徳島 / club GRINDHOUSE - 11月５日 - 札幌 / SOUND CLUE - 11月11日 - 京都 / someno kyoto - 12月2日 - 兵庫 / 神戸煉瓦倉庫 K-wave - 12月16日 - 愛媛 / 松山 MONK - 1月13日 - 岡山 / 倉敷 Cookie Jar - 1月27日- 東京 / 渋谷 LOFT HEAVEN - 2月3日 - 大阪 / 心斎橋JANUS |
| 2024        | 2月14日           | 配信LIVE「バレンタインプードル ～BALLADS～ 」                | 神戸 C-Lump&UP |
| 2024        | 3月23日           | シカゴプードル 『side T 』有観客&配信LIVE                    | 神戸煉瓦倉庫 K-wave |
| 2024        | 4月14日           | 2MAN LIVE 「サイモンプードル」 磯貝サイモン & シカゴプードル | someno kyoto |
| 2024        | 4月21日           | 2MAN LIVE 「ヨウヘイプードル」 浜端ヨウヘイ & シカゴプードル | 神戸 CASHBOX |
| 2024        | 5月1日            | シカゴプードル配信LIVE「アコ旅」                             | 神戸 C-Lump&UP |
| 2024        | 6月5日            | 新曲・ツアー情報・インスタライブ配信                         | Instagram（Ba. 辻本 健司） |
| 2024        | 7月6日            | シカゴプードルのラヂオ風‘ 公開生収録 & ミニLIVE              | 岡山 MO:GLA |
| 2024        | 8月28日           | 配信LIVE「サマープードル 2024 ～UPS～ 」                     | 神戸 C-Lump&UP |
| 2024        | ９月11日          | YouTubeチャンネル登録1,500人突破記念！インスタライブ配信     | Instagram（Ba. 辻本 健司） |
| 2024        | 9月25日           | 配信LIVE 『side-H again』                                    | 神戸 C-Lump&UP |
| 2024        | 11月11日          | 配信LIVE「リクエストプードル2024」                           | 神戸 C-Lump&UP |
| 2024        | 12月26日          | 配信LIVE「１２２６〜君がいた大忘年会」                       | 神戸 C-Lump&UP |
| 2024 - 2025 | 9月14日 - 1月11日 | 『日月星』リリース記念４都市ツアー                           | ＝＝全国5ヶ所・5公演＝＝（追加公演/神戸） - 9月14日 - 京都 /MOJO - 10月19日 - 石川 / 金沢 gate Black - 11月16日 - 東京 / 渋谷 LOFT HEAVEN - 12月21日 - 名古屋 / Heart Land - 1月11日 - 神戸 / 神戸煉瓦倉庫 K-wave                                                                                      |
| 2025        | 3月1日            | 2MAN LIVE 「ヨウヘイプードル」 浜端ヨウヘイ & シカゴプードル | 岡山 MO:GLA |
| 2025        | 3月29日           | 犬(one)フェス 2025 in 愛媛                                   | 伊予市 IYO夢みらい館・文化ホール |
| 2025        | 3月30日           | 犬フェス After Party                                         | 松山 MONK |
| 2025        | 5月24日           | 【裏↑↓ONE FES 2025】 CASH BOX 30周年記念企画                 | 神戸 CASHBOX |
| 2025        | 6月4日            | 6thアルバム「再旅」リリース記念！インスタライブ配信          | Instagram（Ba. 辻本 健司） |
| 2025        | 6月7日 - 6月22日  | 「再旅」リリースイベント                                     | ＝＝全国4ヶ所＝＝ - 6月7日 - 愛媛 / エミフルMASAKI - 6月14日 - 岡山 / アリオ倉敷 - 6月21日 - 徳島 / アミコドーム - 6月22日 - 京都 / JEUGIAイオンモール久御山店 |
| 2025        | 6月8日            | 2MAN LIVE【シカゴプードル × ふらっと♭ in 愛媛】              | 松山 サロンキティ |
| 2025        | 6月21日           | 「再旅」【風゜のEarly Summer Meeting】全曲解説付きLIVE       | 徳島シビックセンターさくらホール |
| 2025        | 7月6日            | 「再旅」リリースツアー【僕らはふたたび旅に出る。】           | ＝＝ 全国11ヶ所･11公演 ＝＝ - 7月6日 - 大阪 / 心斎橋hillsパン工場 - 7月27日 - 石川 / 金沢 gate Black |

## 出演イベント・番組
- 2005年10月23日 - MINAMI WHEEL 2005
- 2006年10月08日 - MINAMI WHEEL 2006
- 2007年6月22日 - 「G.P. spirits」梅田Shangri‐La
- 2008年2月24日 - Mouth Peace vol.3
- 2008年3月22日 -「AIR DRIVE presents CROSS ROUTE.4」OSAKA MUSE
- 2008年4月4日-「crest cup vol.68 〜今宵 桜の木の下で〜」渋谷O-crest
- 2008年4月13日-「FM OSAKA Watch Out! vol.2」なんばhatch
- 2008年5月15日 - α- STATION 公開生放送「KYO-SENSEプロジェクト共同宣言イベント」京都駅前広場
- 2008年6月26日 -「crest cup 〜Special day〜」渋谷 O-crest
- 2008年7月6日 - FM石川 presents「HELLO FIVE NEXT BLOWUP vol.15」
- 2008年8月24日 - 渋谷「全力投球!!08夏」
- 2008年8月27日 -「crest cup vol.76〜Welcome Home〜」渋谷O-crest
- 2008年9月5日 - Mouth Peace vol.4
- 2009年2月12日 -「詩のチカラ」@渋谷BOXX
- 2009年3月20日 - 広島 MUSIC CUBE 09
- 2009年5月5日 ‐「Watch Out!!」2nd Stage 大阪BIG CAT
- 2009年6月11日 -「1000000人のキャンドルナイト＠オオサカシティ2009Summer」茶屋町
- 2009年6月29日 -「音霊 OTODAMA SEA STUDIO 2009～5周年～」逗子
- 2009年7月11日 - 2009 美星七夕まつり
- 2009年8月08日 - SUMMER SONIC 2009
- 2009年8月28日 -「夏風」川崎CLUB CITTA
- 2009年8月12日 - POP OF THE EAST vol.8
- 2009年12月16日 -「 J - WAVE」渋谷O-nest
- 2009年12月19日 -「STOP!! DRUNK DRIVING PROJECT SDD TOWN MEETING」ﾊｰﾋﾞｽP
- 2009年12月23日 - クリスマス×α-STATION× 新風館＝シカゴプードル 『RDY』
- 2009年12月27日 - 渋谷「全力投球!!09冬」
- 2010年3月21日 - AKAGANE MARIN ROCK FESTIVAL @マリンパーク新居浜
- 2010年7月10日 - アサヒスーパードライスペシャル2010「ASAHI SUPER DRY"LIVE POP HAWKS"」
- 2010年7月21日 -「魁！音楽番付LIVE」お台場
- 2010年7月24日 - 仙台TBC祭り 2010
- 2010年8月2日 - HUMAN LIVE KYOTO 2010
- 2010年8月14日 - TREASURE05X 2010 〜PRECIOUS GENERATION 1ST DAY
- 2010年8月22日 - FMY 「ミュージックフェスティバル BATTLE HEAT in STARPIAA vol.15」
- 2010年11月12日 - MINAMI WHEEL 2010
- 2011年1月23日 -「KING OF ROCK'N ROLL〜SPECIAL LIVE」OSAKA MUSE
- 2011年4月2日 -  HFM「SUNMALL LIVE ON RADIO」YYY STUDIO
- 2011年4月10日 - 第9回 ライト de 舞桜花  味真野小学校校庭
- 2011年5月6日 - MUSIC BIRD 2011
- 2011年6月11日 - STREET STYLE MUSIC
- 2011年6月25日 -「代官山 晴れたら空に 豆まいて〜over tha rainbow〜」
- 2011年7月24日 - 仙台TBC祭り 2011
- 2011年9月19日 - うだつ音楽祭 2011
- 2011年9月25日 - HUMAN LIVE KYOTO 2011
- 2011年11月17日 - YaMaYa Presents 2011「ボジョレー・ヌヴォー α-SPECIAL LIVE SHOW 」新風館
- 2012年1月28日 - Mouth Peace vol.8
- 2012年2月10日 - GIZA studio presents  Hills パン工場スペシャル3DAYS
- 2012年4月28日 - イオンモール久御山 Reborn Revolution 30日祭記念
- 2012年7月22日 - KYOTO ROOTER×2 presents 「花＊風゜」花*花×ChicagoPoodle
- 2012年7月28日 - hillsパン工場 LIVE
- 2012年10月7日 - 第10回 京都学生祭典
- 2012年11月11日 - 同志社大学ホームカミングディ音楽祭「ただいま！」ハーディで歌おう
- 2012年11月18日 - West Rock Festival
- 2012年11月23日 -「秋音2012」 渋谷O-NEST
- 2012年12月22日 - 生音ライブサーキット2012 WINTER CHRISTMAS SPECIAL 横浜
- 2013年3月09日 - Troubadour Night ⅩⅢ
- 2013年3月30日 - α-STATION「J-AC TOP40」京都伊勢丹特設ステージ
- 2013年4月5日 - 京都Rooter×2「劇的瞬間」
- 2013年4月13日 - 京都法然寺ジャンピングジャック
- 2013年5月25日 - HFM「SUNMALL LIVE ON RADIO」YYY STUDIO
- 2013年7月01日 - Draw the future
- 2013年8月23日 - FM802「AWSOME FRAIDAYS」パナソニックct大阪 ハローstage
- 2013年8月24日 - 道頓堀ワンダーオオサカ
- 2013年8月25日 - West Rock Festival
- 2013年8月27日 - FM FUJI「YOYOGI PIRATES TUESDAY MUSIC MAGAZINE」in 代々木サテライトスタジオ
- 2013年9月01日 - 広島 SOUND MARINA '13
- 2013年9月3日 - 日テレ「PON!」ポンコメに出演
- 2013年9月13日 - 10月11日 ハービスENTハービスサウンドセレクションオータムスぺシャル （9/13・9/20・10/4・10/11）
- 2013年10月12日 - 岡山国際音楽祭2013  「CRED Heart Beat Live」
- 2013年10月26日 - Short Movie Clash「柩」公開初日 お台場TOHOシネマズメディアージュLIVE
- 2013年11月2日 - 第54回川澄祭さくら講堂ﾗｲﾌﾞ名古屋市立大学 川澄キャンバス さくら講堂
- 2013年11月3日 - 徳島健祥会福祉専門学校学園祭
- 2013年11月10日 -「縁〜えにし〜」
- 2013年11月16日 - LOVE FESTA
- 2013年11月17日 - ABC 万博公園イベント
- 2013年11月21日 - α-Station ボジョレー・ヌヴォー 解禁イベント 京都 新風館
- 2013年12月30日 - FM徳島 「ちょっと早めの COUNT DOWN LIVE 」徳島阿波おどり空港
- 2014年1月27日 - 〜 Inspire Of Life 〜
- 2014年2月11日 - FM愛媛  OISCA presents「坂崎幸之助のWith A Little Help From My Friends〜」聖ｶﾀﾘﾅ大学ｶﾀﾘﾅﾎｰﾙ
- 2014年3月7日 - 「Sプラ・the・LIVE」vol.27
- 2014年3月16日 - ABCスプリングフェスタ2014
- 2014年5月4日 - 渋谷パラダイス
- 2014年5月29日 - 同志社大学新入生歓迎応援 トーク&ライブ 京田辺キャンバス
- 2014年7月20日 - 海フェスタ京都 PRESENT「α - STATION SPECIAL 2 DAYS LIVE」
- 2014年8月2日 - フェスタ『飛天』2014 京丹後
- 2014年8月23日 - 名探偵コナンまつり 2014
- 2014年8月24日 - 平安堂×長野CLUB JANKBOX Hey! and JOY!!-2014 SUMMER-
- 2014年10月1日 - hillsパン工場 presents 「メガネの日」vo.花沢/ba.辻本
- 2014年10月3日 - HERBIS Special Selection
- 2014年10月11日 - キューズ・フェタ・フェスタ Special Event あまがさきキューズモール
- 2014年10月23日 - 関西テレビ放送「ごきげんライフスタイル よ〜いドン!」出演
- 2014年10月25日 - α STATION 公開生放送 「J-AC TOP40 SPECIAL LIVE SHOW 」 京都産業大学
- 2014年11月2日 -「田んぼでショウ」Never give up
- 2014年11月16日 - LIVE GARDEN-GLASS ON GRASS
- 2014年12月22日 - FM愛媛×エミフルMASAKI「MASHUP!! 」「井坂彰のGreat Noisy Club!」 エミスタ
- 2015年3月15日 - Live Emotion 2015 SPECIAL PARTNER LOVE in Action
- 2015年3月21日 - FM岡山 公開録音 CREDスペシャルLIVE
- 2015年4月30日 -「Rozetta Cafe channel」#3 公開収録 5月8日から期間限定放送
- 2015年5月24日 - 音楽処10周年Live party vol.2
- 2015年6月08日 - WEST BOOK STORY vol.00
- 2015年9月27日 - α-STATION「京もの祭〜ええもん市 道の駅「京丹波 味夢の里」楽市楽座』
- 2015年10月11日 - 第13回 京都学生祭典
- 2015年10月24日 - Unlimited tone×Chicago Poodle×岡野宏典@梅田AKASO
- 2015年11月29日-「シカゴプードルのラヂオ風゜」500回記念 & エバラ健太「エバらじお」200回記念イベント「500と200Fes.」 徳島あわぎんホール
- 2015年12月13日 - ミナミ学生祭
- 2016年3月26日 - 新風館×α-STATION ファイナルライブ ～8TH STAGE YESTERDAY ONCE MORE〜
- 2016年8月7日 - フェスタ『飛天』2016 京丹後
- 2016年8月5日 - 岡山後楽園 夏の幻想庭園  FM岡山 「FANTASTIC SUMMER LIVE」
- 2016年9月3日 - 夕焼けプラットフォームコンサート31 下灘駅
- 2016年9月4日 - 太陽の塔 フェスティバル
- 2016年10月1日 - 2016 BISEI SORA SORA GIRLS MEETING
- 2016年10月07日 - JANUS EIGHTY EIGHT
- 2017年1月10日 - Unlimited tone x Chicago Poodle x 浜端ヨウヘイ - CROSS OVER -
- 2017年1月11日 - JANUS EIGHTY EIGHT
- 2017年2月05日 - FM愛媛35周年 あの素晴らしい歌をもう一度
- 2017年3月5日 - テレビ大阪 開局35周年記念事業「それ、テレビ大阪やろ。EXPO」
- 2017年4月16日 - トアロード・アコースティック・フェスティバル2017
- 2017年5月6日 - CASHBOX 22th Special Live
- 2017年5月8日 - OSAKA MUSE 30th Anniversary SPECIAL
- 2017年5月14日 - ABETEN STREET BUTTERFLY 2017
- 2017年5月26日 - 28日 - 琳派ロックPart2 LOVE & PEACE
- 2017年6月2日-「大停電宴奏会」阿倍野 ROCK TOWN
- 2017年6月4日 - SAKAE SP-RING 2017
- 2017年8月13日 - 「such a lovely place vol.15」神戸CASHBOX
- 2017年8月25日 -   FM岡山 岡山後楽園 夏の幻想庭園「FANTASTIC SUMMER LIVE」
- 2017年9月10日 ‐ FM愛媛「アルバムリリース記念インストアライブ」エミフルMASAKIｸﾞﾘｰﾝｺｰﾄ
- 2017年9月16日 - 「テレビ大阪 TATAIフェス2017」大阪城公園 太陽の広場
- 2017年9月22日 - 「祝祭広場プレミアムフライデーライブ」at 阪急百貨店うめだ本店
- 2017年10月4日 - 名月鑑賞の夕べ京都府立植物園
- 2017年10月9日 - MINAMI WHEEL 2017
- 2017年10月21日 - 美星「宇宙ガールズミーティング〜空と星と人 音楽が繋ぐ～」
- 2017年12月28日 - DFTPresents 「京縁大宴会」
- 2018年3月16日 -「ISEKI LIVE TOUR 2018〜COFFE & SOUL 深煎り編〜」
- 2018年3月24日 -「オニオンパラダイス」 淡路ファームパーク イングランドの丘
- 2018年5月6日 - 京都周遊アコースティックフェス2018 京都駅グランヴィア前広場
- 2018年5月20日 - 2018明治安田生命J2リーグ第15節「愛媛FC vs. 京都サンガF.C.」ｽﾀｼﾞｱﾑﾐﾆﾗｲﾌﾞ 愛媛ﾆﾝｼﾞﾆｱｽﾀｼﾞｱﾑ
- 2018年5月25日 - someno kyoto presents「essence」
- 2018年5月27日 -「88Oh! Pianoman Summit 2018」 上野水上野外音楽堂
- 2018年7月8日 - フリーライブ  新京極通りろっくんプラザ
- 2018年9月8日 - 第28回 定禅寺ストリートジャズフェスティバル
- 2018年9月23日 - JEUGIA MUSIC DISCOVERY ゲスト出演  ロームシアター京都
- 2018年11月10日 - GAINA MATUYAMA 2018
- 2018年11月18 - アカシアオルケスタ主催「八十八祭」
- 2019年2月14日-「DFT presents 京縁ショコラティエ」 心斎橋JANUS
- 2019年3月31日 -「音都 ON TO」vol.4 day2
- 2019年4月14日 - トアロード・アコースティック・フェスティバル 2019
- 2019年4月27日 - FM岡山「Ario Happy Saturday 」 アリオ倉敷サテライトスタジオ
- 2019年5月4日 - 神戸 CashBox 24thSpecial Live
- 2019年5月6日 - 京都周遊アコースティックフェス2019 京都駅 グランヴィア前広場
- 2019年8月1日 - EIGHTY EIGHT 心斎橋 JANUS 浜端ヨウヘイ × Chicago Poodle
- 2019年7月14日 -「おやつタウン × 三井アウトレット･スペシャルコラボイベント」ジャズドリーム長島
- 2019年7月20日 - 2019 美星 七夕まつり
- 2019年8月25日 -「音都 ON TO」vol.5
- 2019年9月7日 - 第29回 定禅寺ストリートジャズフェスティバル
- 2019年11月3日 -「α-Station PREMIUM 2DAYS」 舞鶴赤れんがパーク
- 2019年11月17日 -「音都 ON TO」vol.6
- 2019年11月23日 -「Winter illumination 2016」いずみがおか広場 点灯式LIVE
- 2019年12月8日 - あすたむらんど徳島 × FM徳島 「イルミネーションLIVE 2019」
- 2019年12月14日 - HERBIS X'mas Music Live
- 2020年2月15日 - PONGEE企画「リスペクPONGEE」 shibuya eggman
- 2022年10月9日 - 第20回京都学生祭典
- 2022年12月9日 - 第三弾「ツーマン、キモっ ～大阪編～」きらきら / Chicago Poodle
- 2024年11月3日 - FM岡山公開録音「CRED Heart Beat Live」NTTクレド岡山ビル１F ふれあい広場
- 2025年4月26日 - 京都周遊アコスティックフェス2025  京都駅 グランヴィア前広場

## エピソード
- 元々杉岡は「HORIZON」というバンド名を考えてきたが、他のメンバーに却下される。現在のバンド名「Chicago Poodle」は山口が考えたものであるが、由来は当時のメンバー全員が好きだったMR. BIGの楽曲「コロラド・ブルドッグ」をヒントに地名と犬の種類を組み合わせ、一番語呂が良かったものである。その他の候補には「上海チワワ」や「香港チャウチャウ」などが挙がっていた。
- 結成当初は花沢、山口、杉岡、の他にキーボーディストとベーシストがおり、5人組であった。花沢は現在のようにピアノヴォーカルではなく、ヴォーカルだけに専念していた。
- 第1回京都学生祭典「全国学生音楽コンテスト」でグランプリを受賞し、賞金100万円と共に、GIZA studioによるメジャー・デビューへのバックアップを獲得した。その時披露した楽曲は「Baby my Jenny」である。

## ラジオ

### レギュラー ラジオ番組
| 放送局 | 放送日     | 放送時間      | 放送開始・時間変更 |
| --- | ---------- | ------------- | --- |
| FM徳島 | 毎週金曜日 | 19：00-19：30 | 2006年4月～ |
| FM愛媛 | 毎週月曜日 | 21：00-21：30 | 2009年4月 ‐ 2021年10月31日 ‐ 日曜日20:00-20:30 2021年11月7日 - 2022年9月25日 - 日曜日21：30-22：00（2022年10月2日から現在の放送時間へ変更） 2022年10月2日 - 2024年3月31日 ‐ 日曜日18：30-19：00（2024年4月8日から現在の放送時間へ変更） |
| FM岡山 | 毎週日曜日 | 18：00-18：30 | 2011年10月 ‐ 2014年3月 ‐ 金曜日19:30～20:00 2014年4月 ‐ 2016年12月 ‐ 土曜日18:25～18:55 2017年1月7日 ‐ 2018年4月21日 ‐ 土曜日12:00～12:30 (2018年4月29日から現在の放送時間へ変更)                                                       |
| 毎週の「ベストメッセージ賞」と、毎月の「ハッピーバースデーto風゜」のコーナーの方には、ラヂオ風゜ステッカーが贈られる。 |            |               | |

【ラヂオ風゜公開収録を記載】
- 2013年12月30日 - FM徳島「シカゴプードルのラヂオ風゜」 徳島阿波おどり空港
- 2014年7月27日 - FM愛媛×エミフルMASAKI× 伊予銀行presents「シカゴプードルのラヂオ風゜」ｴﾐﾌﾙｻﾃﾗｲﾄｽﾀｼﾞｵ
- 2015年2月1日 - FM愛媛 開局記念特別番組  伊予銀行presents「シカゴプードルのラヂオ風゜ﾌﾗｲﾝｸﾞｽﾍﾟｼｬﾙ」 エミスタ
- 2015年8月23日 - FM徳島「シカゴプードルのラヂオ風゜」 ゆめタウン徳島
- 2015年11月29日- FM徳島「シカゴプードルのラヂオ風゜」500回記念 徳島あわぎんホール
- 2017年7月30日 - FM徳島25周年「シカゴプードルのラヂオ風゜」「風゜のサマーミーティング vol.1」徳島ｼﾋﾞｯｸｾﾝﾀｰ
- 2017年9月10日 - FM愛媛×エミフルMASAKI 「シカゴプードルのラヂオ風゜」 エミスタ
- 2018年11月26日 - FM徳島「シカゴプードルのラヂオ風゜」「風゜のサンセットミーティング vol.2」徳島ｸﾞﾗﾝｳﾞｨﾘｵﾎﾃﾙ
- 2019年7月28日 - FM徳島「シカゴプードルのラヂオ風゜」「風゜のサマーミーティングvol.3」徳島ｸﾞﾗﾝｳﾞｨﾘｵﾎﾃﾙ
- 2019年12月8日 - FM徳島×あすたむらんど徳島「シカゴプードルのラヂオ風゜」
- 2021年3月14日 - FM徳島「シカゴプードルのラヂオ風゜」配信公開収録「風゜のウィンターミーティング vol.4 ちょっと離れて1.1.11（ワンのワンワンワン）配信でごめんなさい」心斎橋hillsパン工場
- 2024年7月6日 - シカゴプードルのラヂオ風‘　公開生収録 & ミニLIVE　岡山 MO:GLA
- 2025年3月30日 - シカゴプードルのラヂオ風‘　公開生収録 & ミニLIVE　松山 MONK
- 2025年6月21日 - シカゴプードルのラヂオ風‘　放送1,000回カウントダウン 公開生収録 & ミニLIVE  徳島 アミコドーム

| 放送局    | 放送日 | 放送時間      | 放送期間                   |
| --------- | ------ | ------------- | -------------------------- |
| α-station | 火曜日 | 24：00-25：00 | 2009年4月7日-2010年3月30日 |

### インタビュー
- 各社
  - スタジオRAG（2008年6月）
  - ほっとこうち（2008年7月）
  - animate Times（2013年8月）
  - REAL MUSIC NAKED（2014年1月）
  - mFound（2014年2月）
  - ガジェット通信 - ウェイバックマシン（2015年7月24日アーカイブ分）（2014年6月）
  - 日刊アメーバニュース（2014年6月）
  - キ－ボードマガジン（2014年10月）
  - うたまっぷ NEWS（2015年8月）
  - music UP's - ウェイバックマシン（2019年7月20日アーカイブ分）（2019年7月）
  - 徳島新聞（2019年8月）
- Skream!
  - Skream!（2009年10月）
  - Skream!（2009年11月）
  - Skream!（2010年1月）
  - Skream!（2010年5月）
- OK Music
  - OK Music - ウェイバックマシン（2018年11月23日アーカイブ分）（2010年1月）
  - OK Music - ウェイバックマシン（2020年8月10日アーカイブ分）（2015年8月）
  - OK Music - ウェイバックマシン（2017年8月22日アーカイブ分）（2017年8月）
  - OK Music - ウェイバックマシン（2021年5月16日アーカイブ分）（2018年11月）
  - OK Music - ウェイバックマシン（2019年7月20日アーカイブ分）（2019年7月）
- ビルボードジャパン
  - ビルボードジャパン（2011年11月）
  - ビルボードジャパン（2014年2月）
  - ビルボードジャパン（2014年9月）
- BARKS
  - BARKS（2011年11月）
  - BARKS（2012年9月）
  - BARKS（2012年11月）
  - BARKS（2013年8月）
  - BARKS（2014年2月）
  - BARKS（2017年6月）
  - BARKS（2019年7月）
  - BARKS（2019年9月）
  - BARKS（2019年10月）
- ナタリー
  - ナタリー（2013年4月）
  - ナタリー（2013年8月）
  - ナタリー（2014年2月）